# Michael Imperioli
James Michael Imperioli (født 26. marts 1966), bedre kendt som Michael Imperioli, er en amerikansk skuespiller og manuskriptforfatter. Han er måske bedst kendt for sin rolle som Christopher Moltisanti i The Sopranos.